# Gu Yong-ju
Gu Yong-ju est un boxeur nord-coréen né le 17 juillet 1955 et mort en mars 2001.

## Carrière
Médaillé d'or aux Jeux asiatiques de Téhéran en 1974 dans la catégorie poids mouches, il devient champion olympique aux Jeux de Montréal en 1976 des poids coqs en battant en finale l'Américain Charles Mooney.

## Parcours auxJeux olympiques
Jeux olympiques d'été de 1976 à Montréal (poids coqs) :
- Bat Ibrahim Faredin (Roumanie) 4-1
- Bat Chacho Andreykovski (Bulgarie) 5-0
- Bat Weerachart Saturngrun (Thaïlande) 5-0
- Bat Pat Cowdell (Grande-Bretagne) 4-1
- Bat Charles Mooney (États-Unis) 5-0